# Великі сподівання (серіал, 2023)
«Великі сподівання» — історична драма, розроблена Стівеном Найтом. Фільм заснований на однойменному романі Чарльза Діккенса. Його прем'єра відбудеться на FX на Hulu 26 березня 2023 року.

## Сюжет
«Великі сподівання» — це історія дорослішання «Піпа», сироти, який прагне більшої долі в житті, доки іронія долі та злі підступи таємничої та ексцентричної «міс Гевішем» не відкривають йому темний світ можливості. Оскільки на нього покладаються великі сподівання, Піп повинен буде визначити справжню ціну цього нового світу та чи справді він зробить його людиною, якою він хоче бути. Жорстока критика класової системи, роман Діккенса був опублікований у 1861 році після того, як він уперше вийшов серією щотижневих публікацій, починаючи з грудня 1860 року

## Актори
- Олівія Колман — міс Гевішем
- Фінн Вайтгед — Піп
- Ешлі Томас у ролі Джаггерса
- Джонні Гарріс у ролі Меґвіча
- Шалом Брюн-Франклін — Естелла
- Гейлі Сквайрс в ролі Сари
- Оуен МакДоннелл — Джо
- Трістан Гравелл в ролі Компейсона
- Метт Беррі в ролі містера Памблчака

## Виробництво
У травні 2020 року було оголошено, що Стівен Найт розробить телевізійну адаптацію роману Чарльза Діккенса у співпраці BBC і FX, його другу адаптацію після «Різдвяної пісні» 2019 року.